# Frank Andrews
Frank Maxwell Andrews (ur. 3 lutego 1884 w Nashville, zm. 3 maja 1943 na górze Fagradalsfjall) – amerykański wojskowy, generał porucznik z okresu II wojny światowej, jeden z założycieli Sił Powietrznych Armii Stanów Zjednoczonych, które później stały się Siłami Powietrznymi Stanów Zjednoczonych. Na stanowiskach kierowniczych w lotnictwie armijnym udało mu się poczynić znaczne postępy w kierunku utworzenia niezależnego lotnictwa wojskowego jako oddzielnego rodzaju sił zbrojnych, w czym zawiedli jego poprzednicy, tacy jak Billy Mitchell. Andrews był pierwszym szefem scentralizowanych amerykańskich sił powietrznych i pierwszym oficerem lotniczym, który służył w sztabie generalnym armii. Na początku 1943 r. zajął miejsce gen. Dwighta Eisenhowera jako dowódca wszystkich wojsk amerykańskich w Europejskim Teatrze Działań Wojennych.
Zginął w katastrofie lotniczej podczas podróży inspekcyjnej na Islandii w 1943 r. Był pierwszym z czterech generałów poruczników armii amerykańskiej, którzy polegli podczas II wojny światowej, obok Lesleya McNaira, Simona Bucnera i Millarda Harmona.

## Młodość i I wojna światowa
Urodzony w Nashville w stanie Tennessee jako syn Jamesa Davida Andrewsa, reportera prasowego, i Louise Adeline Maxwell. Andrews był wnukiem oficera kawalerii, który walczył w wojnie secesyjnej u boku Nathana Bedforda Forresta i pra-pra-bratankiem dwóch gubernatorów Tennessee, Johna C. Browna i Neilla S. Browna. Ukończył Montgomery Bell Academy w swoim rodzinnym mieście w 1901 r. oraz Akademię Wojskową Stanów Zjednoczonych West Point w 1906 r.
Andrews ukończył West Point na 42. miejscu na kursie. Następne 11 lat spędził na rysowaniu rutynowych zadań na Zachodzie Ameryki, na Hawajach i na Filipinach. 12 czerwca 1906 r. został mianowany podporucznikiem 8 Pułku Kawalerii, przydzielonego do służby na Filipinach od października 1906 r. do maja 1907 r., a następnie do Fort Huachuca w Arizonie. W 1912 r. Jako adiutant gen. Montgomery’ego Macomba służył na Hawajach w latach 1911–1913. Po ślubie z Jeannette „Johnny” Allen, córką gen. Henry’ego Turemana Allena, w 1914 roku Andrews zyskał szacunek w elitarnych kręgach społecznych Waszyngtonu, jak w wojsku. Młodzi zostali rodzicami trojga dzieci: Josephine (1914–1977), Allena (1917–2008) i Jeana (ur. 1923).
Po przystąpieniu Stanów Zjednoczonych do I wojny światowej Andrews został awansowany na majora stanu wojny 5 sierpnia 1917 r. i został przydzielony pomimo sprzeciwu swojego przełożonego w kawalerii do Sekcji Lotniczej Korpusu Sygnałowego USA. Po służbie w Waszyngtonie w biurze głównego oficera sygnałowego pomiędzy 26 września 1917 r. a 25 kwietnia 1918 r. Andrews udał się do Rockwell Field w Kalifornii na szkolenie lotnicze. Tam zdobył status Junior Military Aviator w wieku 34 lat. Podobnie jak w przypadku prawie wszystkich oficerów w środkowym okresie kariery wojskowej, wyszczególnionych w Sekcji Lotniczej, Andrews nie walczył we Francji, ale pracował jako administrator w ogromnym ośrodku szkoleniowym stworzonym w celu zapewnienia nowych pilotów dla rozwijających się amerykańskich jednostek lotniczych. Dowodził różnymi bazami szkoleniowymi w Teksasie i na Florydzie oraz służył w dziale planów wojennych Sztabu Generalnego Armii w Waszyngtonie. Po wojnie zastąpił gen. Billy’ego Mitchella jako oficer lotniczy armii okupacyjnej w Niemczech, którą dowodził jego teść, generał Allen. Podczas pobytu w Niemczech Andrews otrzymał zatwierdzenie na stałe jego stopnia majora, kiedy Ustawa o obronie narodowej z 1920 r. weszła w życie 1 lipca.

## Służba Lotnicza i Korpus Powietrzny
Po powrocie do Stanów Zjednoczonych w 1923 r. Andrews ponownie przejął dowodzenie w Kelly Field w Teksasie i został pierwszym komendantem utworzonej tam zaawansowanej szkoły lotniczej. W 1927 roku uczęszczał do Szkoły Taktycznej Korpusu Powietrznego w Langley Field w Wirginii, a rok później przeszedł do Szkoły Dowodzenia i Sztabu Generalnego w Fort Leavenworth w Kansas. Awansowany na podpułkownika, pełnił funkcję szefa Wydziału Szkolenia i Operacji Korpusu Lotniczego w latach 1930–1931, zanim został zastąpiony przez nowego Szefa Korpusu Lotniczego, gen. Benjamina Fouloisa. Następnie dowodził 1 Grupą Pościgową w Selfridge Field w stanie Michigan. Po ukończeniu Army War College w 1933 r. wrócił do sztabu generalnego w 1934 r.
W marcu 1935 r. został powołany przez Szefa Sztabu Armii gen. Douglasa MacArthura do dowodzenia nowo utworzonymi Siłami Powietrznymi Kwatery Głównej, które skonsolidowały wszystkie jednostki taktyczne Korpusu Lotniczego pod jednym dowódcą. Armia tymczasowo awansowała Andrewsa na generała brygady i na generała dywizji niecały rok później.
Andrews, który był wielkim zwolennikiem czterosilnikowych ciężkich bombowców, a w szczególności latającej fortecy B-17, opowiedział się za zakupem tych maszyn w dużej liczbie jako standardowego bombowca armii. MacArthur został jednak zastąpiony jako szef sztabu przez gen. Malina Craiga w październiku 1935 r. Craig, który sprzeciwiał się jakiemukolwiek wykorzystaniu Korpusu Powietrznego, z wyjątkiem wspierania sił lądowych oraz Sztab Generalny Armii, który aktywnie przeciwstawiał się dążeniom do wydzielenia Sił Powietrznych jako nowego rodzaju sił zbrojnych, nie zgodzili się z Andrewsem, że B-17 udowodniły swoją wyższość nad wszystkimi innymi typami bombowców. Zamiast tego ograniczył planowane zakupy B-17 w celu uzyskania mniejszych, ale tańszych (i gorszych) dwusilnikowych lekkich i średnich bombowców, takich jak Douglas B-18.

## Późniejsza kariera i II wojna światowa

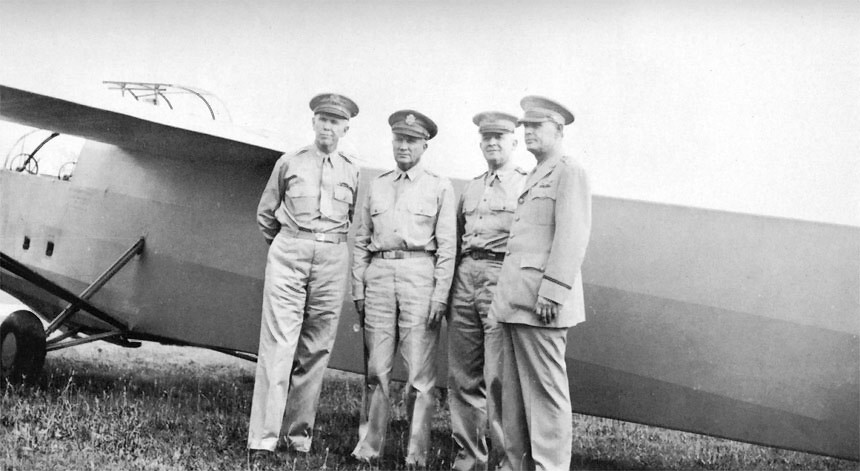
Czterej amerykańscy generałowie z okresu II wojny światowej (od lewej): George Marshall, Frank Andrews, Henry H. Arnold i Olivier Echols

Andrews został przeniesiony na stanowisko szefa Korpusu Lotniczego po śmierci gen. Oscara Westovera we wrześniu 1938 r., częściowo z powodu jego agresywnego poparcia dla bombardowań strategicznych. Został zaufanym doradcą lotniczym gen. George’a Marshalla, nowo mianowanego na zastępcę Szefa Sztabu Armii w 1938 r..
W styczniu 1939 r., po tym, jak prezydent Franklin Delano Roosevelt publicznie wezwał do dużej rozbudowy Korpusu Powietrznego, Andrews opisał Stany Zjednoczone jako „szóstą siłę powietrzną na świecie” podczas przemówienia w National Aeronautic Association, zrażając do siebie izolacjonistycznego Sekretarza Wojny Harry’ego Woodringa, który wówczas zapewniał opinię publiczną o słabości amerykańskich sił powietrznych. Pod koniec czteroletniej kadencji Andrewsa jako dowódcy Korpusu Lotniczego 1 marca nie został ponownie powołany na to stanowisko, powrócił do swojej stałej rangi pułkownika i został przydzielony na oficera lotnictwa w rejonie 8 Korpusu w San Antonio, tym samym wygnaniu, na które wysłano wcześniej gen. Billy’ego Mitchella. Rozważał przejście na emeryturę, ale zamiast tego został powołany do Waszyngtonu zaledwie cztery miesiące później przez Marshalla po tym, jak prezydent Roosevelt mianował tego drugiego na Szefa Sztabu po przejściu na emeryturę Craiga. Pierwszy wybór Marshalla w sprawie składu personelu wyższego szczebla, wybór Andrewsa i jego stały awans na generała brygady wywołały wściekły sprzeciw Woodringa i innych, nad którymi Marshall zwyciężył po groźbie rezygnacji z nowego stanowiska. Jako zastępca Szefa Sztabu Operacyjnego był odpowiedzialny za przygotowanie całej armii do nieuchronnego zaangażowania USA w II wojnę światową.
W 1940 r. Andrews przejął kontrolę nad Siłami Powietrznymi Kanału Panamskiego, a w 1941 r. został kierownikiem Dowództwa Obrony Karaibów, które podczas II wojny światowej pełniło niezwykle ważny obowiązek obrony południowych granic Stanów Zjednoczonych, w tym Kanału Panamskiego. W lutym 1942 r. Andrews był na Arubie i stał się przypadkowym świadkiem ataku niemieckiej łodzi podwodnej na tę wyspę. W tym samym roku wyjechał do Afryki Północnej, gdzie przez trzy miesiące dowodził wszystkimi siłami Stanów Zjednoczonych na Bliskim Wschodzie z bazy w Kairze.
Na konferencji w Casablance w styczniu 1943 r. gen. Andrews został mianowany dowódcą wszystkich sił Stanów Zjednoczonych na Europejskim Teatrze Działań Wojennych, zastępując gen. Dwighta Eisenhowera. W swoich wspomnieniach gen. Henry H. Arnold, dowódca Sił Powietrznych Armii Stanów Zjednoczonych podczas II wojny światowej, wyraził przekonanie, że Andrews, gdyby żył, otrzymałby dowództwo nad aliancką inwazją na Europę - stanowisko, które ostatecznie przypadło Eisenhowerowi. Gen. Marshall powiedział pod koniec życia, że Andrews był jedynym generałem, który miał okazję przygotować się na ewentualne objęcie Najwyższego Dowództwa Sił Alianckich w późniejszym okresie wojny.

## Śmierć

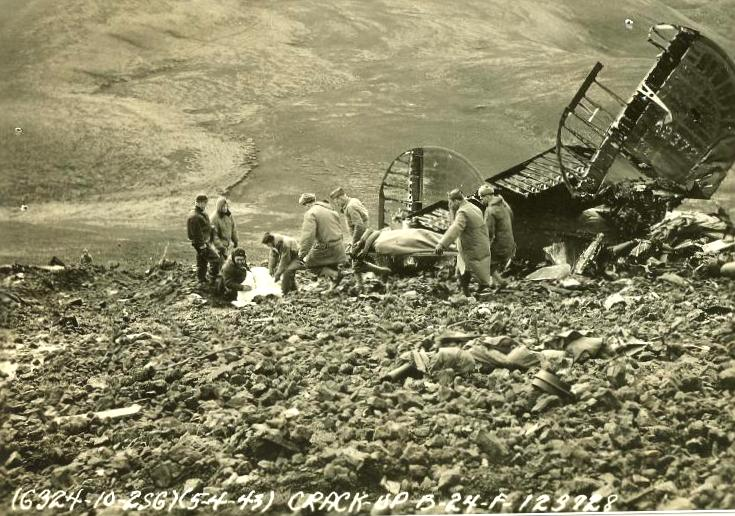
Personel armii amerykańskiej wynosi zwłoki gen. Andrewsa z wraku samolotu po uderzeniu w zbocze góry Fagradalsfjall na Islandii w maju 1943 r.

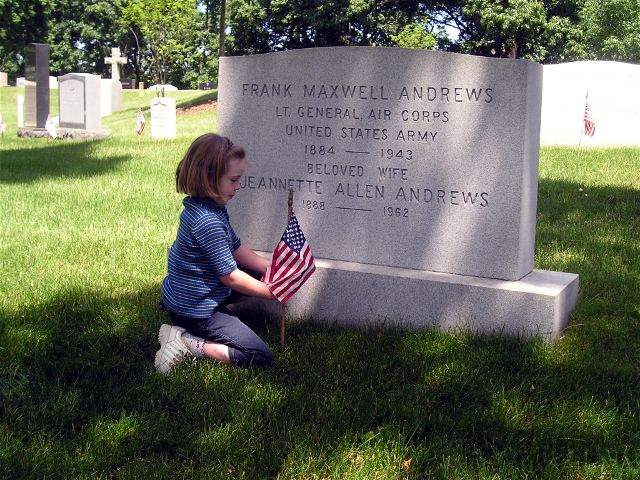
Dziecko wbija chorągiewkę w barwach flagi USA na grobie gen. Andrewsa na Cmentarzu Narodowym w Arlington w czasie Memorial Day w 2004 r.

3 maja 1943 r. w trakcie podróży inspekcyjnej Andrews zginął w katastrofie B-24 Liberatora o nazwie Hot Stuff, należącego do 8 Armii Powietrznej podczas lotu z lotniska RAF Bovingdon w Anglii do bazy RAF Kaldadarnes na Islandii, rozbijając się na górze Fagradalsfjall na półwyspie Reykjanes przy nieudanej próbie lądowania. Andrews i trzynaście innych osób zginęło w katastrofie; przeżył tylko tylny strzelec, sierż. sztab. George A. Eisel z Columbus w Ohio. Inni zabici w katastrofie to: Adna Wright Leonard, przewodniczący biskupów metodystów Ameryki Północnej, który był na trasie duszpasterskiej; kapelani płk Frank L. Miller i mjr Robert H. Humphrey, towarzyszący biskupowi Leonardowi; gen. Charles M. Barth, Szef Sztabu Andrewsa; płk Morrow Krum, rzecznik prasowy; ppłk Fred A. Chapman i mjr Theodore C. Totman, starsi asystenci Andrewsa; pilot samolotu kpt. Robert H. Shannon z 330 Dywizjonu Bombowego 93 Grupy Bombowej; drugi pilot kpt. Joseph T. Johnson; nawigator kpt. James E. Gott; oraz pozostali członkowie załogi sierż. Lloyd C. „George” Weir; sierż. techn. Kenneth A. Jeffers; oraz sierż. sztab. Paul H. McQueen.
Andrews był najwyższym rangą oficerem alianckim, który zginął na służbie do tego czasu w toku II wojny światowej. W chwili śmierci był dowódcą sił Stanów Zjednoczonych w Europejskim Teatrze Działań Wojennych. Został pochowany na Cmentarzu Narodowym w Arlington.

## Upamiętnienie
Jego imieniem została nazwana Baza Sił Powietrznych Andrews w stanie Maryland, koszary armii amerykańskiej Andrews Barraks Berlinie, Frank Andrews Boulevard na międzynarodowym lotnisku Alexandria w Luizjanie, nieistniejące już Lotnisko Generała Andrewsa w Santo Domingo na Dominikanie, Andrews Engineering Building w Eglin Air Force Base, aleję Andrewsa w Pasay na Filipinach, a także Andrews Theatre w Keflavík Naval Base na Islandii.